# Siegburg
Siegburg település Németországban, azon belül Észak-Rajna-Vesztfália tartományban. Lakosainak száma 42 025 fő (2023. december 31.). Siegburg Neunkirchen-Seelscheid, Lohmar és Troisdorf községekkel határos.

## Fekvése
Bonntól északkeletre, a Sieg völgyének kijáratánál fekvő település. A Sieg völgyében fekvő város fölé magasodó három domb közül a legmagasabb a Michaelsbergen.

## Története
A Michaelsberg lábánál keletkezett település 1180-ban kapott városjogot.
A Michaelsbergi benedekrendi apátságot 1060 körül II. Anno kölni érsek alapította. Csontjait az apátsági kápolnában őrzik.
Szent Szerváciusról elnevezett temploma Helytörténeti múzeuma a Városházán található.

## Nevezetességei
- Benedekrendi apátság
- Szent Szervátcusz templom (a 12. és a 15. század között épült. Szentélye kora gótikus stílusú. Gazdag kincstára van.)
- Városháza
- Középkori pellengér

## Itt születtek, itt éltek
- Engelbert Humperdinck (1854-1921), több meseopera zeneszerzője